# O Sacramento do Corpo e Sangue de Cristo – Contra os Fanáticos

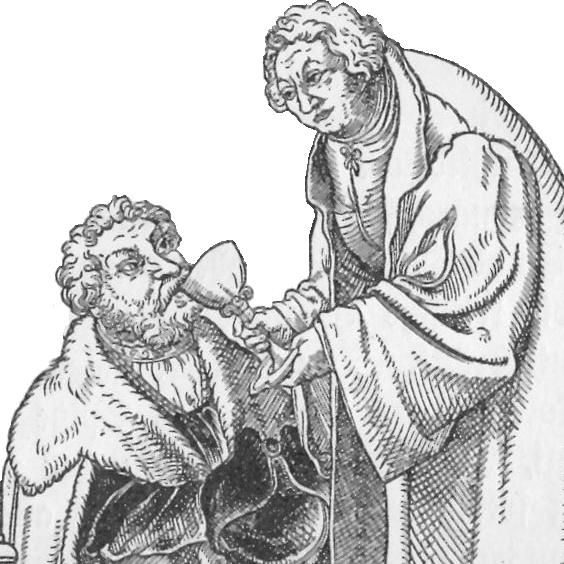
Martinho Lutero dando a comunhão a João, Eleitor da Saxônia.

O Sacramento do Corpo e Sangue de Cristo – Contra os Fanáticos é uma obra de Martinho Lutero publicada no final de setembro ou início de outubro de 1526 para ajudar os alemães confusos pelo alastramento das novas ideias dos sacramentários. Em disputa estava a questão de se o verdadeiro corpo e sangue de cristo estavam presentes na Ceia do Senhor, uma doutrina que ficou conhecida como união sacramental.

## Contexto histórico
A presença real do verdadeiro corpo e sangue de Cristo na Eucaristia (ou "Ceia do Senhor") era um tema controverso na época de Lutero. O sacramentários Andreas Karlstadt, Valentine Krautwald, Caspar Schwenckfeld, Ulrico Zuínglio e Johannes Oecolampadius eram abertamente contra Lutero neste assunto. Martin Bucer, ao traduzir o comentário de Johannes Bugenhagen sobre os Salmos, substituiu de forma fraudulenta as afirmações de Bugenhagen sobre a Ceia do Senhor por comentários mais alinhados com as ideias de Ulrico Zuínglio. Como esta obra inclui prefácios de Lutero e Filipe Melanchton passou-se a impressão de que o corpo docente da Universidade de Halle-Wittenberg concordava com Zuínglio. Mais tarde Bucer, ao traduzir os sermões de Lutero para publicação, introduziu seus próprios comentários refutando a doutrina de Lutero sobre o sacramento na obra que foi publicada. Inspirado pelas táticas de Bucer, Leo Jud apresentou um ensaio em Zurique alegando que Lutero teria concordado com a compreensão suíça sobre a Ceia do Senhor.
Por conta de todas estas adversidades, o próprio Lutero achou necessário publicar uma resposta. Porém, ele estava ocupado demais para se dedicar a uma nova obra e também não estava disposto a fazê-lo naquele momento. Ele acreditava que seus adversários eram fracos e que haveria tempo para refutá-los mais tarde. Ao invés de escrever um novo ensaio, Lutero enviou três sermões que havia pregado no mês de março anterior para serem publicados. O primeiro, que tratava da Ceia do Senhor, era da quarta-feira da Semana Santa. Os outros dois eram da Quinta-feira Santa e tratavam da Ceia do Senhor e da confissão. Depois de editá-los e de, aparentemente, acrescentar material adicional sem a permissão de Lutero, o impressor publicou-os em algum momento no final de setembro ou início de outubro de 1526 sob o nome de "O Sacramento do Corpo e Sangue de Cristo – Contra os Fanáticos". Atualmente, os estudiosos conseguiram comparar esta versão impressa com dois registros anotados quando os sermões foram proferidos por Lutero.

## Sumário

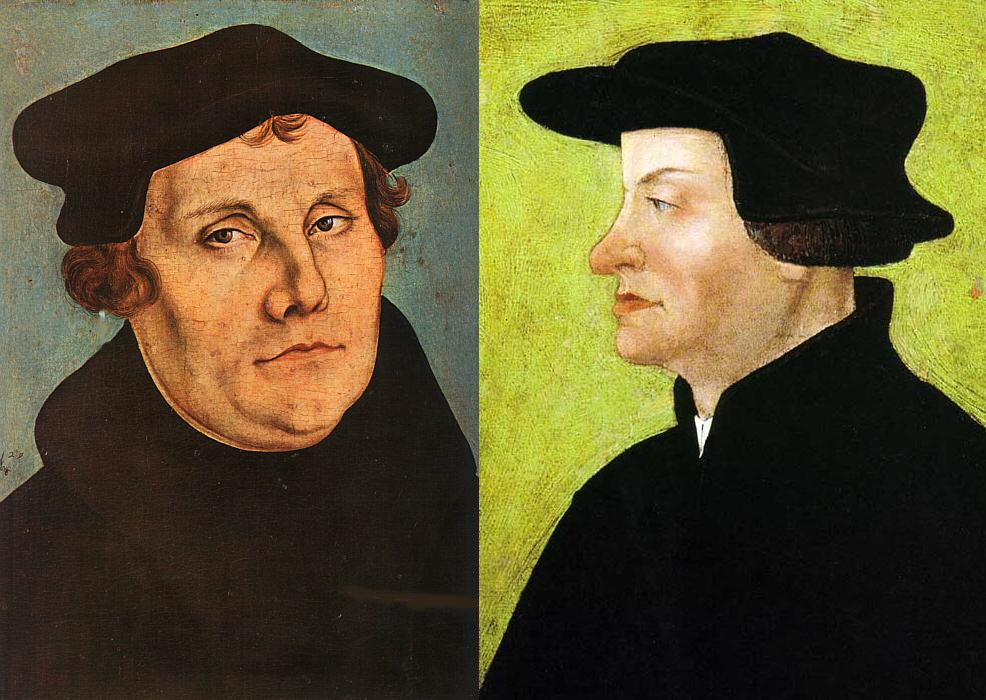
Martinho Lutero e Ulrico Zuínglio.

### Parte I: ensinamento bíblico sobre o sacramento
"O Sacramento do Corpo e Sangue de Cristo" começa com uma exposição em duas partes sobre a fé cristã como aplicada à Ceia do Senhor. Primeiro, deve ser considerado o objeto da fé, "no que se deve acreditar". Em seguida, deve ser considerado como o fiel utiliza este objeto ou, neste caso, como o sacramento deve ser utilizado. Grande parte desta seção inicial é dedicada a refutações lógicas dos argumentos lógicos propostos por Zuínglio e seus seguidores. Estes argumentos racionais não tinham a intenção de persuadir seus oponentes, que, na opinião de Lutero, não aceitavam a palavra de Deus e, portanto, podiam acreditar no que quisessem distantes da igreja, mas sim de ajudar as "almas razoáveis" que ainda queriam "se preocupar" com a palavra de Deus.
No que se deve acreditar é explicado, segundo Lutero, pelo "texto claro e as palavras simples de Cristo" na instituição da Eucaristia. Quem quer que não acredite nestas palavras caiu num truque mental criado pelo diabo e tem a sua perspectiva distorcida por "vidro colorido". A palavra "é" significa "é" no sentido literal que as pessoas utilizam no linguajar coloquial na mesa de jantar. Cristo distribui seu Corpo e Sangue no sacramento da mesma forma que se distribui por todo o mundo.
Aos que alegam que deve haver um local para o corpo de Cristo se fazer presente sob o pão, Lutero responde que a alma também é "não local" e ainda assim está realmente presente por todo o corpo do ser humano. Caso alguém acredite que a presença real seja um milagre grande demais para ocorrer em todas as igrejas em todos os tempos, Lutero cita o brotar das sementes e o poder persuasivo das palavras como grandes milagres comuns proliferados. Quando adversários citam a incompatibilidade de objetos inanimados com Cristo, Lutero lembra-os de que a presença de Cristo no coração dos fieis é um milagre ainda maior. Contra a a falta de ponto de entrada para o corpo de Cristo entrar no pão, Lutero lembra que Cristo entrou no corpo da Virgem Maria unicamente através do poder do Verbo, sem nenhum ponto de entrada perceptível.
O próprio Lutero lembrou de um perigo inerente em seu apelo à onipresença de Cristo para defender sua crença na presença real. Se Cristo está em todas as coisas então, talvez, ele possa se encontrado em todas as coisas, uma crença similar ao panteísmo. Lutero evita que este erro apareça limitando a busca por Cristo apenas naquilo que o Verbo de Deus autorizou. Qualquer busca por Cristo distante do Verbo é idolatria.

### Parte II: utilização do sacramento
Este segundo dos três sermões é menos controverso que o primeiro. Nele, Lutero rejeita a utilização papal dos sacramentos como boas obras que os humanos podem realizar para merecerem a salvação ou como meio de levantar dinheiro. Embora ele rejeite a interpretação simbólica da Ceia do Senhor, Lutero defende que o sacramento seja conduzido juntamente a proclamação e pregação ordinárias nas vidas de cristãos comuns. Desta forma, os cristãos seriam abençoados de forma que "seu número possa crescer".
Parte desta proclamação consiste na resistência às demandas do papa. Ao rejeitar os mandamentos do papa sobre o sacramento, os cristãos seriam testemunhas do Evangelho e mostrariam que o crente em Cristo estava "livre da morte, do diabo e do inferno [...] um filho de Deus, um senhor do céu e da terra". A Ceia do Senhor é uma propriedade dos cristãos comuns que provê grande conforto àqueles que individualmente receberam a certeza da salvação. Através do sacramento os cristãos podem "reforçar [sua] fé e assegurar [suas] consciências". Mas esta construção de fé não é um fim em si e deve levar à proclamação do Evangelho por todos os cristãos edificados através dele. 

#### Dois princípios da doutrina cristã
Fé e amor, afirma Lutero, são os dois princípios da doutrina cristã. A justificação através da fé é ensinada pela palavra. Na palavra de Deus, é fácil perceber a obra de Cristo na cruz, que foi um pagamento único pelo pecado que perdura por toda a eternidade. Em contraste a esta fé em Cristo, que é formada de uma vez a partir da palavra, o segundo princípio da doutrina cristã pode ser aprendido por uma vida inteira mesmo que não seja dominado completamente. Este segundo princípio é o amor ou, mais estritamente, a santificação. Pelo sacrifício de Cristo proclamado na Ceia do Senhor, os cristãos aprendem a expressão mais alta do amor.
Outro aspecto deste segundo princípio é a proclamação da comunhão no seio da igreja. Tanto os grãos individuais quanto as uvas individuais perdem sua identidade para se tornarem um no pão e no vinho. Eles refletem misticamente a reunião dos cristãos como um na igreja. De fato, esta aplicação é tão rica em significados que, juntamente com a fé, o amor e a paciência, ela produz tanto para que os cristãos frutifiquem que não há necessidade de buscar estudos obscuros para provar a grandeza acadêmica. O amor é maior que o conhecimento e está acima da pobre competição acadêmica. Ao invés de emprestar superioridade para uns poucos, este sacramento ensina uma lição que pode ser aprendida durante a vida inteira de uma pessoa sem que jamais se acabe.

### Parte III: sobre a confissão
Lutero distingue três tipos de confissão no último de seus três sermões que compõem este livro. A primeira é a confissão a Deus, a segunda é a confissão ao próximo e a terceira é a confissão privada ao sacerdote. Antes da Reforma, o diabo confundiu as pessoas sobre a confissão tornando-a um fardo e um requisito ao invés de um presente e uma oportunidade. O objetivo desta distinção é acabar com esta confusão. Para Lutero, a confissão é útil por chamar a atenção para a responsabilidade social que os cristãos tem com seus irmãos em necessidade.
A confissão privada ao sacerdote não deve ser eliminada por que ela mantém seu valor ao confortar individualmente almas atribuladas e por prover uma oportunidade para o crescimento espiritual. A confissão cria a oportunidade tanto para ensinar aos leigos que de outra forma seriam ignorantes sobre o caminho a seguir quanto para que eles busquem aconselhamento quando precisarem. Porém, ela não é obrigatória para os que já confessaram seus pecados a Deus e estão reconciliados com o próximo. Esta confissão privada, ao invés de ter sido instituída por Deus como um requisito na Bíblia, derivou-se historicamente das outras formas de confissão que são suficientes para o perdão dos pecados.

## Resposta de Zuínglio
Zuínglio respondeu escrevendo "Tréplica e Refutação Amigável ao Sermão do Eminente Martinho Lutero contra os Fanáticos". Em sua "Exposição Amigável", escrita na mesma época, Zuínglio considerou "O Sacramento do Corpo e Sangue de Cristo" "esquecível". Nestas duas obras, Zuínglio concluiu ter destruído a autoridade singular de Lutero e substituído a visão de Lutero sobre o Sacramento do Altar com a correta. Ele escreveu que não estava colocando a razão acima das Escrituras, mas que estava distinguido adequadamente entre as naturezas humana e divina de Cristo. Como a natureza humana de Cristo não podia participar do atributo da onipresença da natureza divina, seu Corpo e Sangue não poderiam estar verdadeiramente presentes no pão e no vinho. A caracterização de Lutero sobre ele ao afirmar que ele colocava a razão acima das Escrituras, era, portanto, um argumento espantalho.
O costume de Lutero de se referir aos que se opunham a ele em termos não-cristãos em "O Sacramento do Corpo e Sangue de Cristo" parece pouco usual para o leitor moderno. Apesar disto, esta prática é consistente com o que os evangélicos acreditavam sobre a Reforma e sobre a Igreja neste estágio inicial da Reforma. A partir de 1520 até 1529, pensadores evangélicos acreditavam que a Reforma iria unir e não dividir a Igreja: judeus e cristãos enganados por Roma seriam convertidos pela fé verdadeira e todos os demais seriam considerados falsos cristãos.
Na visão de Zuínglio, Lutero era apenas um cristão como qualquer outro e seus talentos como teólogo não lhe davam o direito de realizar julgamentos tirânicos como, por exemplo, chamá-lo de herético, fanático e sacramentário. Zuínglio também rejeitava a alegação de Lutero de que os reformadores suíços se basearam nele em sua doutrina sobre a morte de Cristo alegando que a base foi Agostinho e Erasmo. Embora ele admita que Lutero deu início à Reforma, Zuínglio afirmou que Lutero estava atrás dele no trabalho de reformar. Ele considerava Lutero pouco acadêmico e exigiu que ele se retratasse de suas obras sobre a Ceia do Senhor publicadas de 1519 em diante. Mas, ao invés de condená-lo, Zuínglio considerou que ele precisava de orações fraternais.

## Resultado
Historicamente, tanto esta obra de Lutero quanto as respostas de Zuínglio resultaram num impasse. Ao invés de resolver as diferenças, ambos os lados se entrincheiraram firmemente em suas posições.